# Wiaczesław Aleksandrow
Wiaczesław Aleksandrowicz Aleksandrow (ros. Вячесла́в Алекса́ндрович Алекса́ндров; ur. 4 stycznia 1968 w Orenburgu, zm. 7 stycznia 1988 w Afganistanie) – radziecki wojskowy, młodszy sierżant, Bohater Związku Radzieckiego (1988).

## Życiorys
Uczył się w szkole w Kujbyszewie (obecnie Samara), należał do Komsomołu, w kwietniu 1986 został powołany do Armii Radzieckiej. W październiku 1986 skierowany do ograniczonego kontyngentu wojsk radzieckich w Afganistanie, w składzie 9 kompanii powietrznodesantowej 345 gwardyjskiego pułku powietrznodesantowego w stopniu młodszego sierżanta uczestniczył w 10 operacjach bojowych, w tym w Operacji Magistrala przeprowadzanej w prowincji Chost od listopada 1987 do stycznia 1988. W bitwie o wzgórze 3234 jako dowódca pododdziału 9 kompanii powietrznodesantowej trzykrotnie odparł kontrataki „czarnych bocianów” (mudżahedinów), jednak w końcu zginął. Uchwałą Prezydium Rady Najwyższej ZSRR z 28 czerwca 1988 pośmiertnie otrzymał tytuł Bohatera Związku Radzieckiego i Order Lenina. Był również odznaczony medalem afgańskim.